# Archives départementales du Val-d'Oise
Les archives départementales du Val-d'Oise sont un service du Conseil départemental du Val-d'Oise, chargé de collecter les archives, de les classer, les conserver et les mettre à la disposition du public.

## Pour approfondir